# UCI Àfrica Tour
L'UCI Àfrica Tour és un conjunt de curses ciclistes que es disputen a l'Àfrica. Forma part dels Circuits continentals de ciclisme i té lloc entre octubre i setembre de l'any següent. A patir de l'edició del 2015 es recupera la disputa per anys naturals.
Això es tradueix en diverses classificacions: una d'individual, una per equips i dues per països.
La primera edició es disputà el 2005.

## Principals Curses
| Nom de la cursa         | País         | Categoria |
| ----------------------- | ------------ | --------- |
| Tropicale Amissa Bongo  | Gabon        | 2.1       |
| Gran Premi Chantal Biya | Camerun      | 2.2       |
| Tour de Faso            | Burkina Faso | 2.2       |
| Tour de Ruanda          | Ruanda       | 2.2       |
| Volta a Egipte          | Egipte       | 2.2       |
| Mzanzi Tour             | Sud-àfrica   | 2.2       |
| Volta al Marroc         | Marroc       | 2.2       |

## Palmarès
| Temporada | Classificació individual  | Classificació per equips             | Classificació per països | Classificació per països sub-23 |
| --------- | ------------------------- | ------------------------------------ | ------------------------ | ------------------------------- |
| 2005      | Tiaan Kannemeyer (RSA)    | Team Barloworld-Valsir               | Sud-àfrica               |                                 |
| 2005-2006 | Jeremie Ouedraogo (BUR)   | Cycling Team Capec                   | Sud-àfrica               |                                 |
| 2006-2007 | Hassen Ben Nasser (TUN)   | Team Barloworld                      | Sud-àfrica               | Sud-àfrica                      |
| 2007-2008 | Nicholas White (RSA)      | Team MTN                             | Sud-àfrica               | Sud-àfrica                      |
| 2008-2009 | Dan Craven (NAM)          | Team Barloworld                      | Sud-àfrica               | Sud-àfrica                      |
| 2009-2010 | Abdelati Saadoune (MAR)   | Team MTN Energade                    | Marroc                   | Eritrea                         |
| 2010-2011 | Adil Jelloul (MAR)        | Groupement Sportif Pétrolier Algérie | Marroc                   | Sud-àfrica                      |
| 2011-2012 | Tarik Chaoufi (MAR)       | MTN Qhubeka                          | Marroc                   | Eritrea                         |
| 2012-2013 | Adil Jelloul (MAR)        | MTN Qhubeka                          | Eritrea                  | Eritrea                         |
| 2013-2014 | Mekseb Debesay (ERI)      | MTN Qhubeka                          | Marroc                   | Eritrea                         |
| 2015      | Salaheddine Mraouni (MAR) | Skydive Dubai-Al Ahli Club           | Marroc                   | Algèria                         |
| 2016      | Tesfom Okubamariam (ERI)  | Nasr Dubai                           | Eritrea                  | Eritrea                         |
| 2017      | Willie Smit (RSA)         | Bike Aid                             | Eritrea                  | Eritrea                         |
| 2018      | Joseph Areruya (RWA)      | Sovac-Natura4Ever                    | Eritrea                  | Ruanda                          |
| 2019      | Daryl Impey (RSA)         | ProTouch                             | Sud-àfrica               | Eritrea                         |
| 2020      | Daryl Impey (RSA)         | ProTouch                             | Sud-àfrica               | Eritrea                         |
| 2021      | Biniam Girmay (ERI)       | ProTouch                             | Sud-àfrica               | Eritrea                         |
| 2022      | Biniam Girmay (ERI)       | ProTouch                             | Eritrea                  | Eritrea                         |
| 2023      | Henok Mulubrhan (ERI)     | Sidi Ali-Unlock Team                 | Eritrea                  | Ruanda                          |
| 2024      | Biniam Girmay             | Madar Pro Cycling Team               | Eritrea                  | Sud-àfrica                      |